# Tháng 2 năm 2013
Tháng 2 năm 2013 bắt đầu vào Thứ Sáu và kết thúc sau 28 ngày vào Thứ Năm.

## Chủ đề:Thời sự
| 18 tháng 03, 2025 - Khai mạc Hội nghị Thượng đỉnh Liên minh châu Âu tại Bruxelles, Bỉ. |

- Chính khách đối lập Tunisia Chokri Belaid bị ám sát, khiến nhiều người biểu tình và đòi bầu cử mới.

|}
- Giáo hoàng Biển Đức XVI thông báo sẽ từ chức vào ngày 28 tháng 2 vì lý do sức khỏe.

|}
- Pháp trở thành quốc gia Âu Châu thứ nhì, sau Anh Quốc, xác nhận có sự kiện thịt đông lạnh đem bán cho dân chúng, thay vì thịt bò lại hóa ra thịt ngựa.

|}
- US Airways và hãng hàng không bị phá sản American Airlines thông báo sáp nhập để hình thành hãng hàng không thương mại lớn nhất trên thế giới với tên American Airlines.

|}
- Sóng xung kích từ một thiên thạch trên bầu trời Chelyabinsk, miền trung nước Nga, khiến hơn 1000 người bị thương do kính vỡ.

|}
- NASA công bố sự khám phá Kepler-37b, ngoại hành tinh nhỏ nhất được phát hiện cho đến nay.

|}
- Tại Giải Oscar lần thứ 85, Argo giành giải phim hay nhất, Lý An giành giải đạo diễn xuất sắc nhất, Daniel Day-Lewis giành giải nam diễn viên xuất sắc nhất, và Jennifer Lawrence giành giải nữ diễn viên xuất sắc nhất.
- Nicos Anastasiades của Đảng Tập hợp Dân chủ trung hữu chiến thắng trong cuộc bầu cử tổng thống Síp.

|}
- Các nhà khoa học tuyên bố họ tìm thấy mảnh vỡ của Rodinia, một siêu lục địa cổ “đã biến mất”, tại nơi mà ngày nay là Ấn Độ Dương.

|}
- Quốc hội Slovenia giải tán chính phủ của Thủ tướng Janez Janša vì những cáo buộc tham nhũng.

|}
|valign="top"  style="width:250px"|
|}